# Lijst van burgemeesters van Bocholtz
Dit is een lijst van burgemeesters van de voormalige Nederlandse gemeente Bocholtz tot die gemeente op 1 januari 1982 opging in de gemeente Simpelveld.
| Ambtsperiode | Naam burgemeester           | Partij of stroming | Bijzonderheden                                                                    |
| ------------ | --------------------------- | ------------------ | --------------------------------------------------------------------------------- |
| 1825 - 1830  | W.H. Schiffelers            |                    | vanaf 1800 al maire/schout                                                        |
| 1830 - 1843  | H. Rhoen                    |                    |                                                                                   |
| 1844 - 1857  | F.X. Vincken                |                    |                                                                                   |
| 1857 - 1866  | G.J. Deutz                  |                    |                                                                                   |
| 1866 - 1876  | N.J.H. Huppertz             |                    |                                                                                   |
| 1876 - 1908  | H.D.J. Rhoen                |                    |                                                                                   |
| 1909 - 1911  | J.A.D.E. Pappers            |                    | tevens burgemeester van Wittem (1908-1939)                                        |
| 1911 - 1917  | Hubertus (H.J.) Rhoen       |                    | later burgemeester van Vaals                                                      |
| 1918 - 1958  | Joseph (J.W.H.) Houbiers    |                    | tevens burgemeester van Simpelveld (1923-1958)                                    |
| 1958 - 1964  | Jhr. mr. P.W.M. van Meeuwen |                    | Daarna burgemeester van Beek (1964-1981)                                          |
| 1964 - 1971  | mr. Jan (J.W.G.) Bardoul    | KVP                |                                                                                   |
| 1971 - 1981  | Harry (J.H.C.) Persoon      | KVP / CDA          | vanaf 1978 waarnemend; tevens waarnemend burgemeester van Eygelshoven (1975-1982) |